# Søren Lyng
Søren Lyng Christiansen (ur. 7 sierpnia 1966 w Gentofte) – duński piłkarz występujący na pozycji napastnika.

## Kariera klubowa
Lyng karierę rozpoczynał w sezonie 1984 w drugoligowym zespole Akademisk BK. W sezonie 1985 spadł z nim do trzeciej ligi. W 1987 roku został graczem drugoligowego BK Frem. W sezonie 1988 awansował z nim do pierwszej ligi. Na początku 1992 roku odszedł do B 1903 i w sezonie 1991/1992 wywalczył z nim wicemistrzostwo Danii. Następnie w wyniku fuzji B 1903 z KB, od sezonu 1992/1993 występował w FC København. W sezonie 1992/1993 zdobył z nim mistrzostwo Danii.
W 1993 roku Lyng odszedł do Lyngby BK, także grającego w pierwszej lidze. W trakcie sezonu 1993/1994 przeniósł się jednak do drugoligowego Herfølge BK. W sezonie 1994/1995 awansował z nim do pierwszej ligi, a w 1996 roku zakończył karierę.

## Kariera reprezentacyjna
W reprezentacji Danii Lyng zadebiutował 5 września 1990 w wygranym 1:0 towarzyskim meczu ze Szwecją. W latach 1990–1991 w drużynie narodowej rozegrał 2 spotkania.